# Serengetilagus praecapensis
Serengetilagus praecapensis — викопний вид зайцеподібних ссавців родини зайцевих (Leporidae). Вид існував у кінці міоцен та у пліоцені у Східній Африці. Голотип виявлений у 1941 році на півночі Танзанії. Рештки з Танзанії та Ефіопії датуються кінцем міоцену (5,8-5,2 млн років). У 2003 році виявлені рештки виду на півночі Кенії датуються пліоценом (4,2 млн років). Вид вважався монотипним, поки не був описаний Serengetilagus tchadensis.